# Dendronotus
Dendronotus es un género de molusco nudibranquio de la familia Dendronotidae.

## Especies
El Registro Mundial de Especies Marinas reconoce como válidas las siguientes especies en el género:
- Dendronotus albopunctatus Robilliard, 1972
- Dendronotus albus MacFarland, 1966
- Dendronotus comteti Valdés & Bouchet, 1998
- Dendronotus dalli Bergh, 1879
- Dendronotus elegans A. E. Verrill, 1880
- Dendronotus frondosus (Ascanius, 1774)
- Dendronotus gracilis Baba, 1949
- Dendronotus iris J. G. Cooper, 1863
- Dendronotus kalikal  Ekimova, Korshunova, Schepetov, Neretina, Sanamyan & Martynov, 2015
- Dendronotus kamchaticus Ekimova, Korshunova, Schepetov, Neretina, Sanamyan & Martynov, 2015
- Dendronotus lacteus (W. Thompson, 1840)
- Dendronotus niveus Ekimova, Korshunova, Schepetov, Neretina, Sanamyan & Martynov, 2015
- Dendronotus noahi Pola & Stout, 2008
- Dendronotus orientalis (Baba, 1932)
- Dendronotus patricki Stout, N. G. Wilson & Valdés, 2011
- Dendronotus regius Pola & Stout, 2008
- Dendronotus robustus A. E. Verrill, 1870
- Dendronotus rufus O'Donoghue, 1921
- Dendronotus subramosus MacFarland, 1966
- Dendronotus venustus MacFarland, 1966

Especies que han sido aceptadas como sinonimia:
- Dendronotus arborescens (O. F. Müller, 1776) aceptada como Dendronotus frondosus (Ascanius, 1774)
- Dendronotus diversicolor Robilliard, 1970 aceptada como Dendronotus albus MacFarland, 1966
- Dendronotus luteolus Lafont, 1871 aceptada como Dendronotus lacteus (W. Thompson, 1840)
- Dendronotus nanus Marcus & Marcus, 1967 aceptada como Dendronotus iris J. G. Cooper, 1863
- Dendronotus stellifer A. Adams & Reeve [in A. Adams], 1848 aceptada como Bornella stellifera (A. Adams & Reeve [in A. Adams], 1848)
- Dendronotus tenellus A. Adams & Reeve [in A. Adams], 1848 aceptada como Bornella stellifera (A. Adams & Reeve [in A. Adams], 1848)
- Dendronotus velifer G. O. Sars, 1878 aceptada como Dendronotus robustus A. E. Verrill, 1870

## Galería

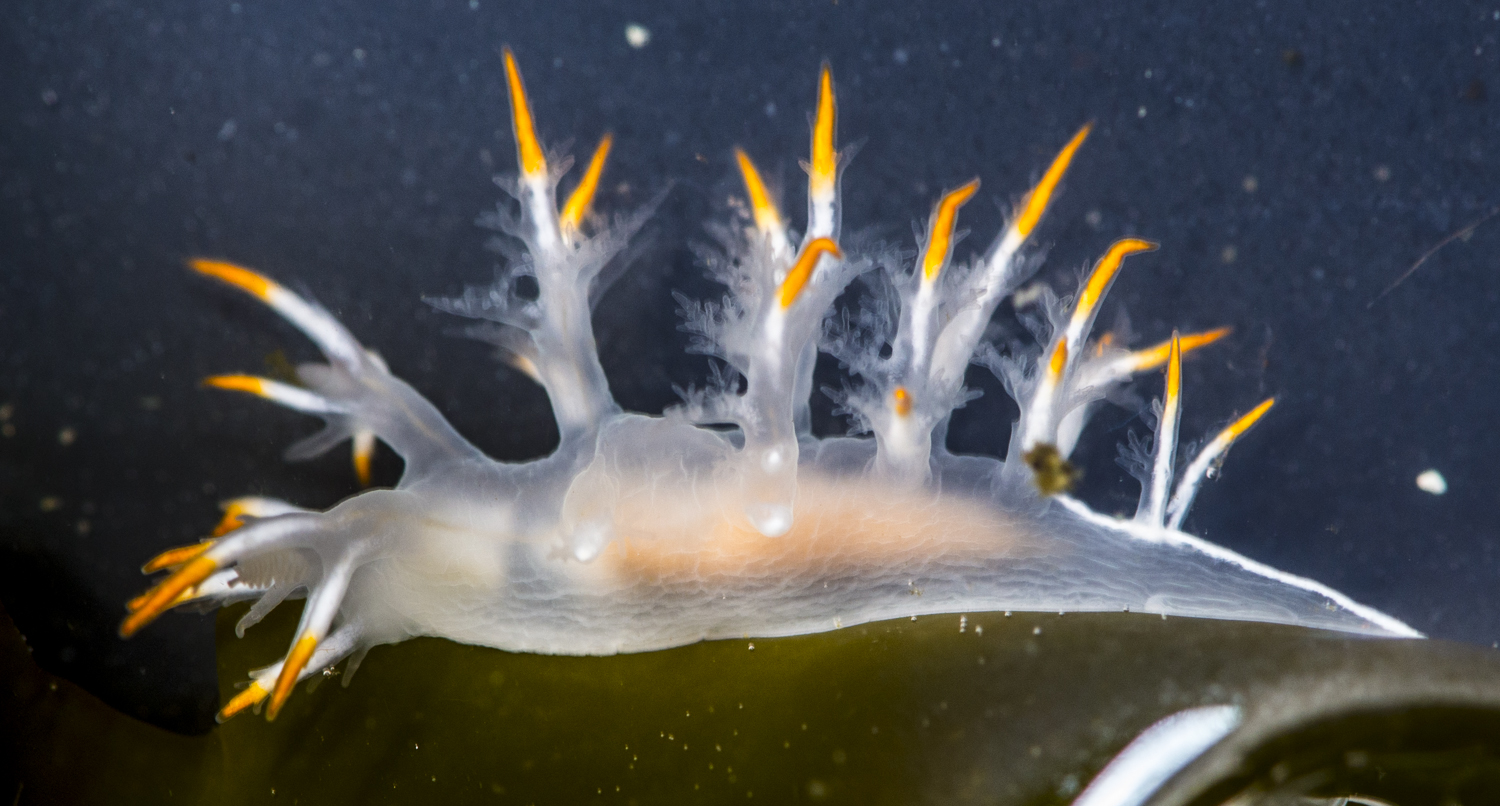
Dendronotus albus
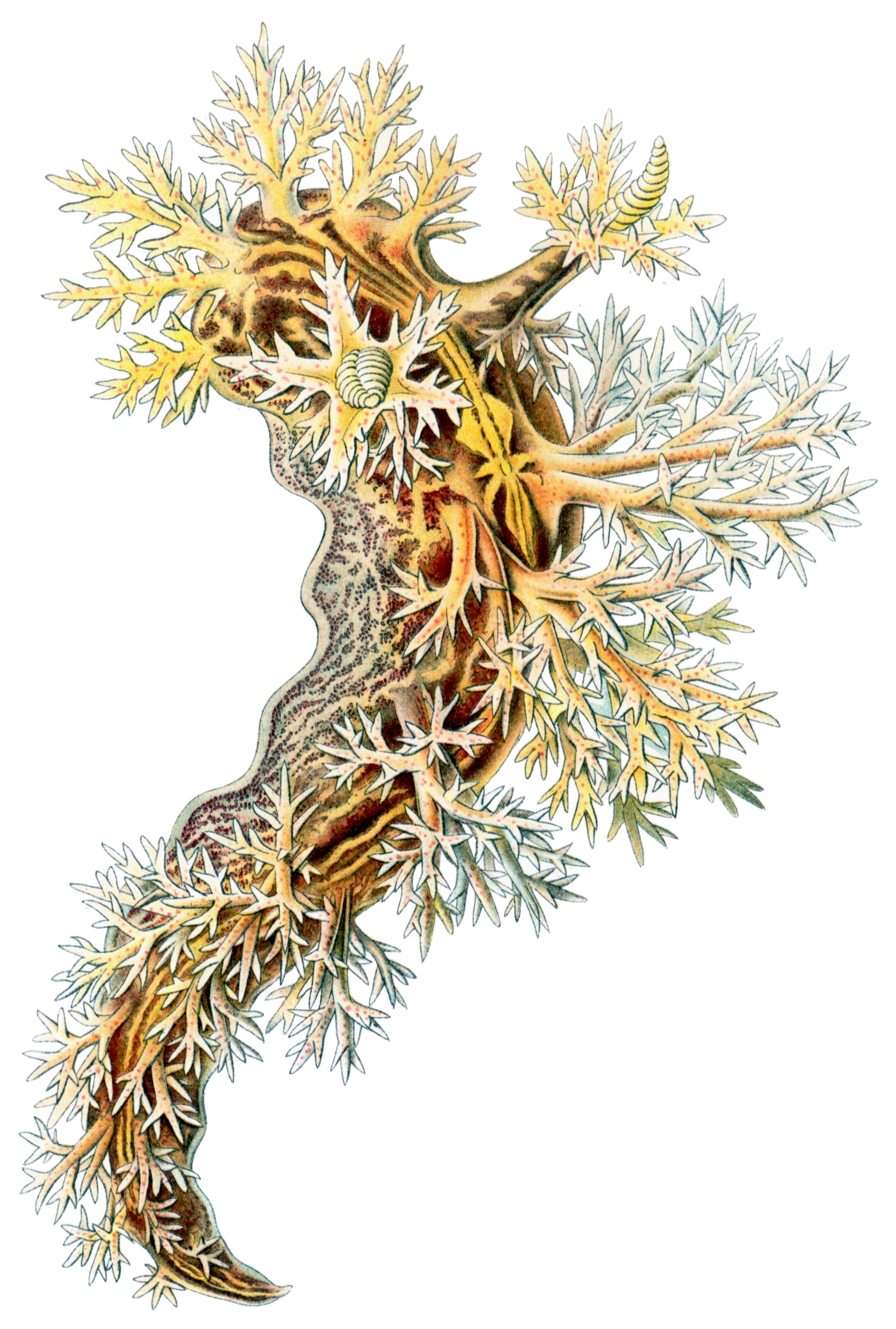
Dendronotus frondosus
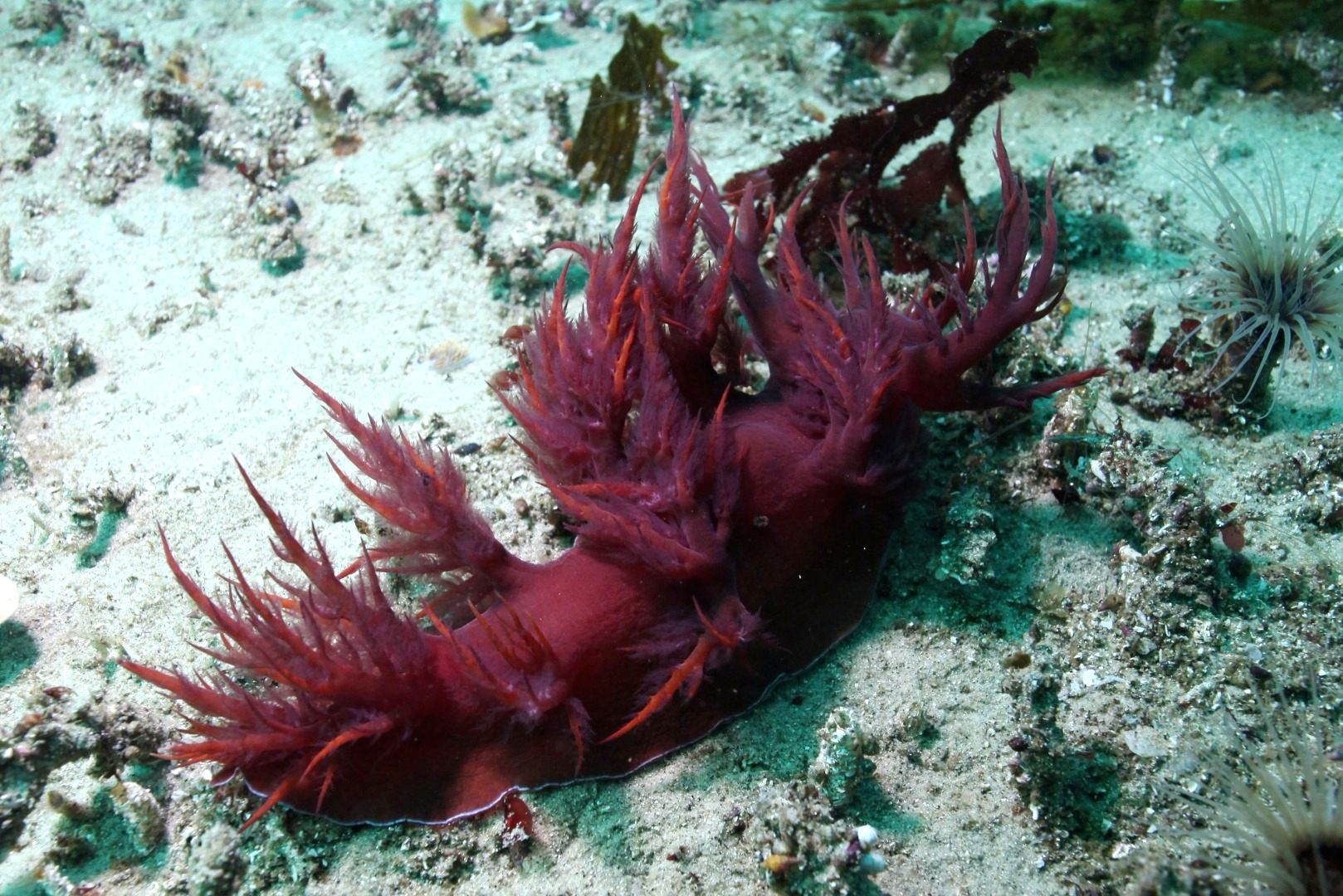
Dendronotus iris
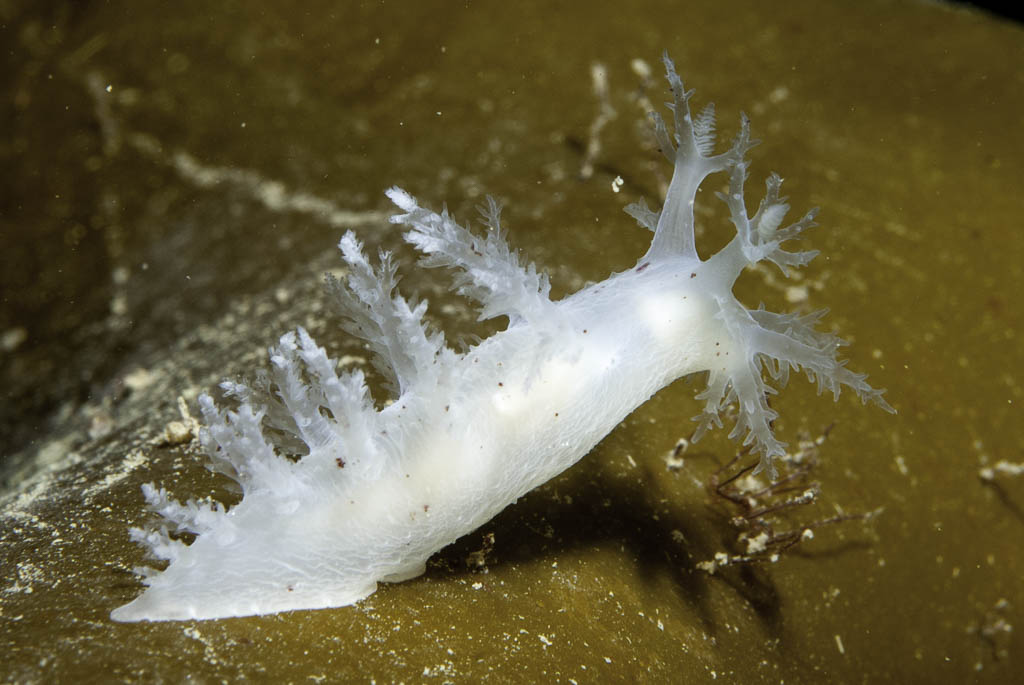
Dendronotus lacteus
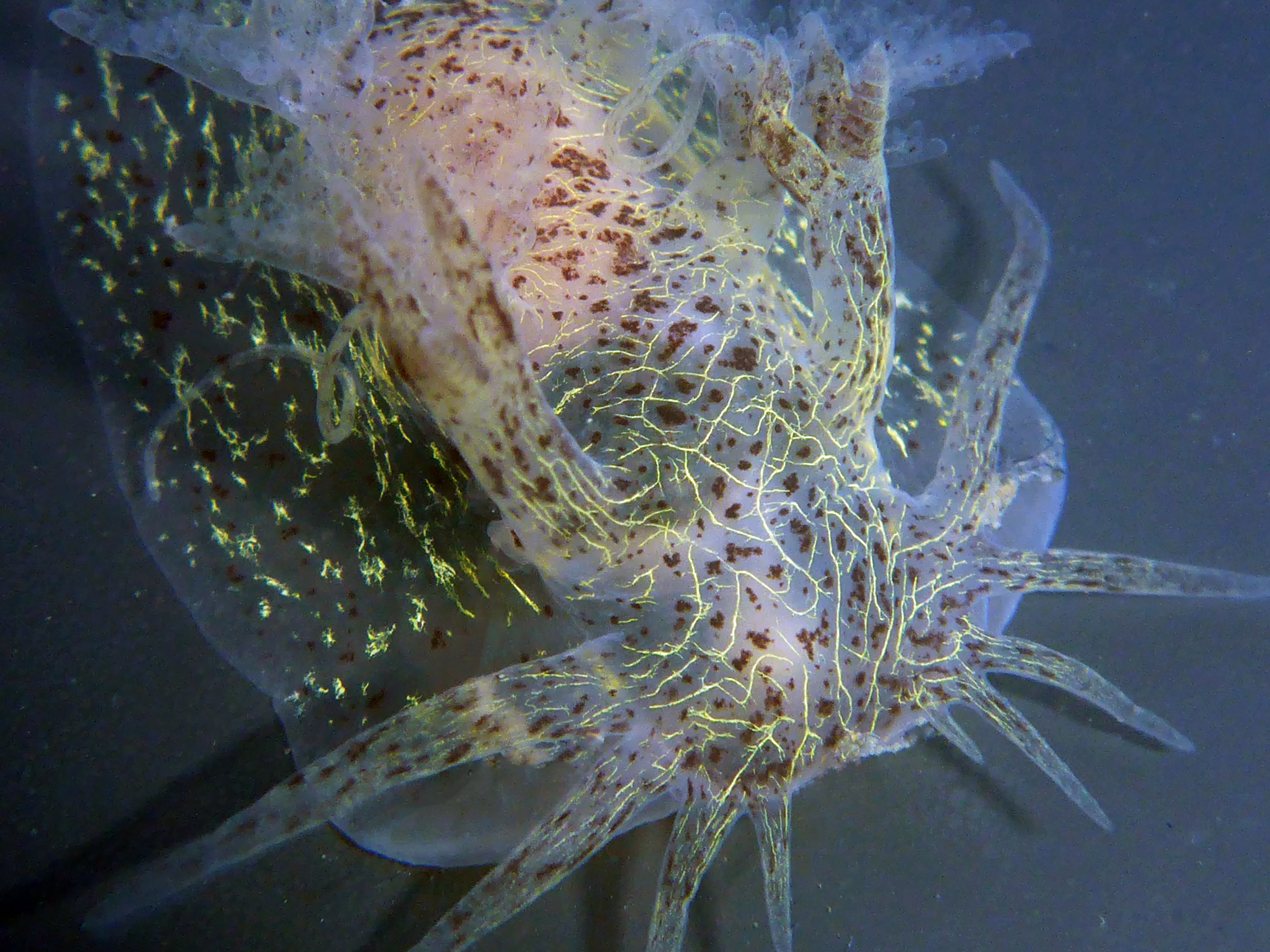
Cabeza de Dendronotus orientalis
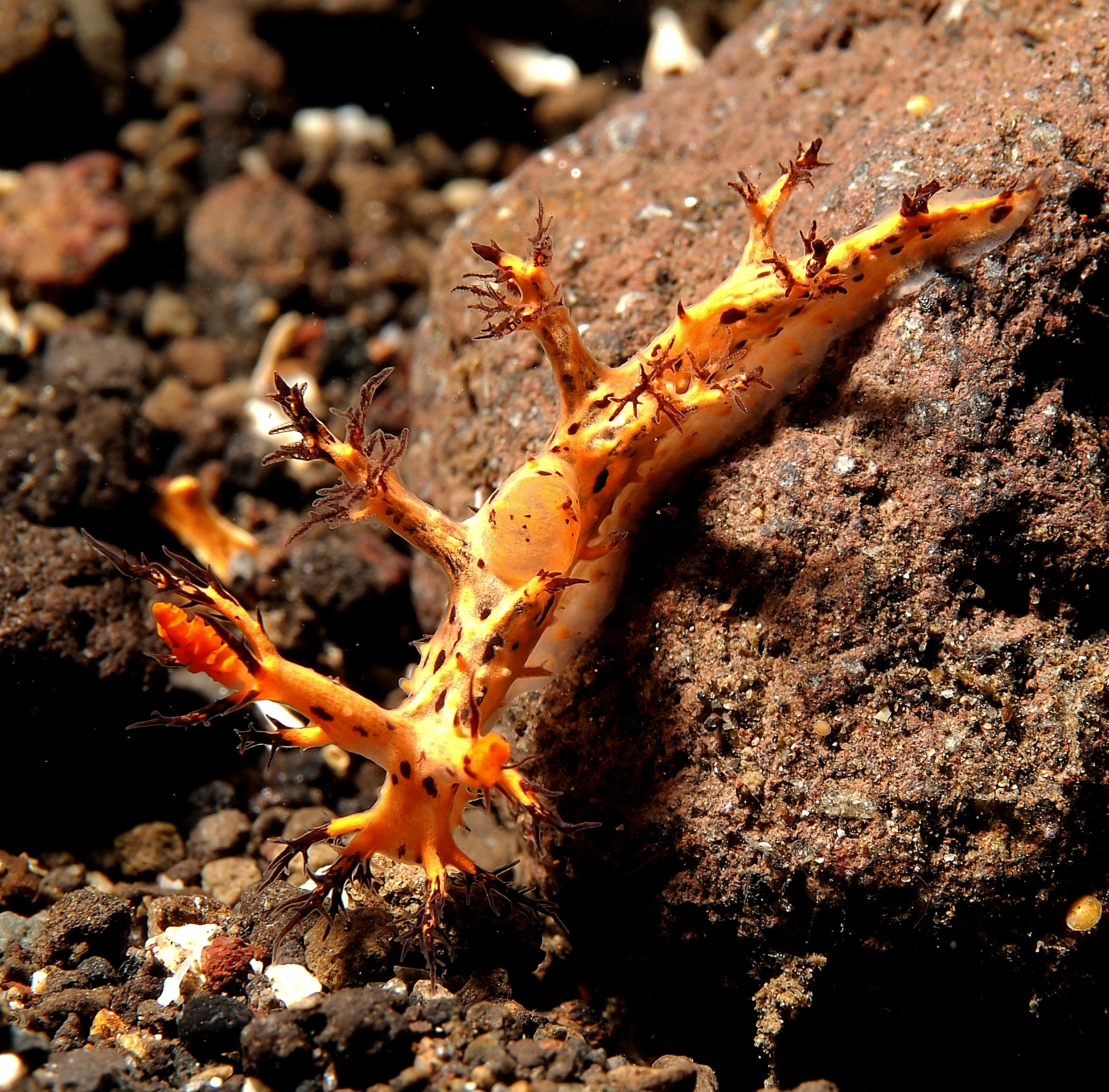
Dendronotus regius
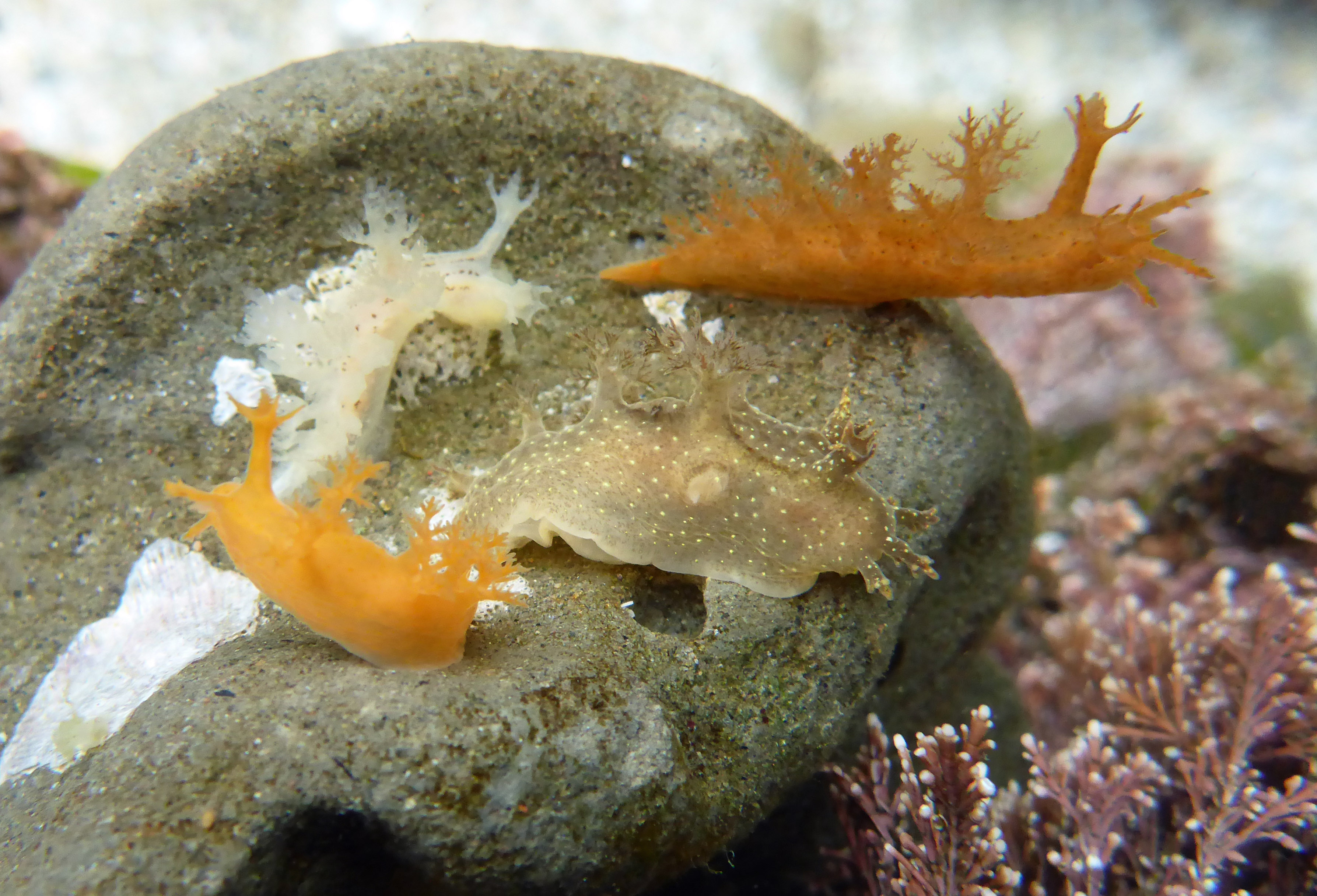
Distintas coloraciones de Dendronotus subramosus
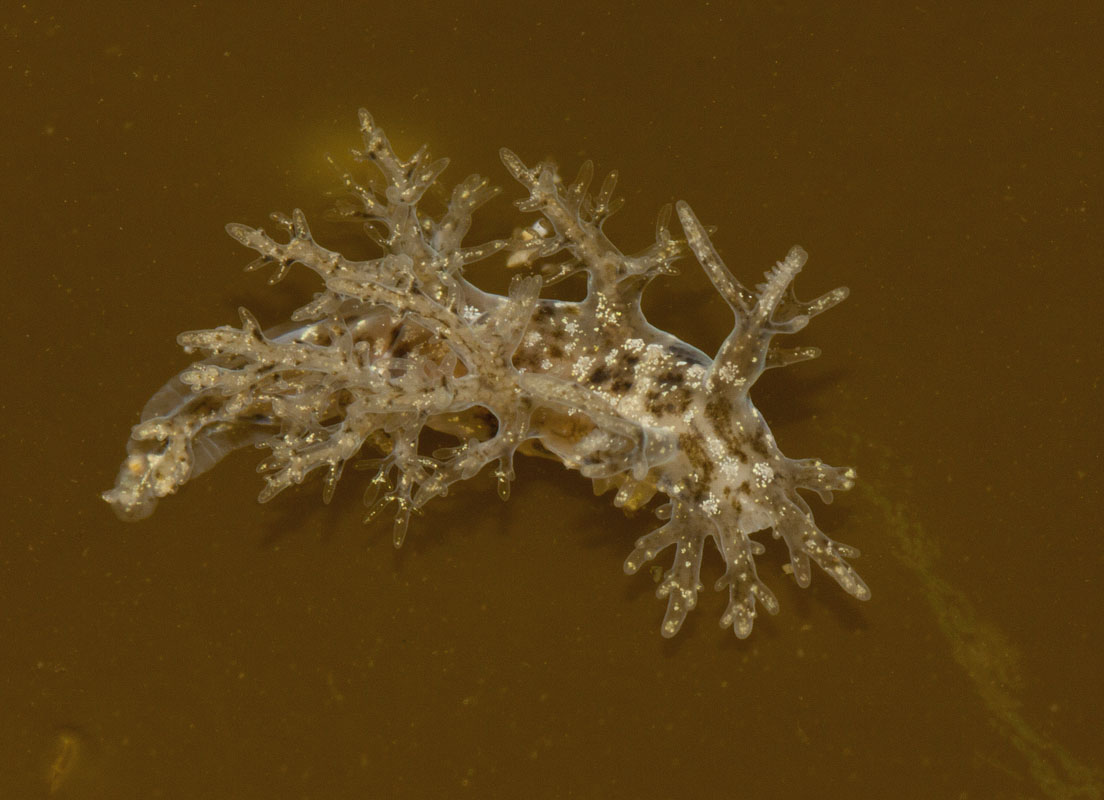
Dendronotus venustus

## Morfología

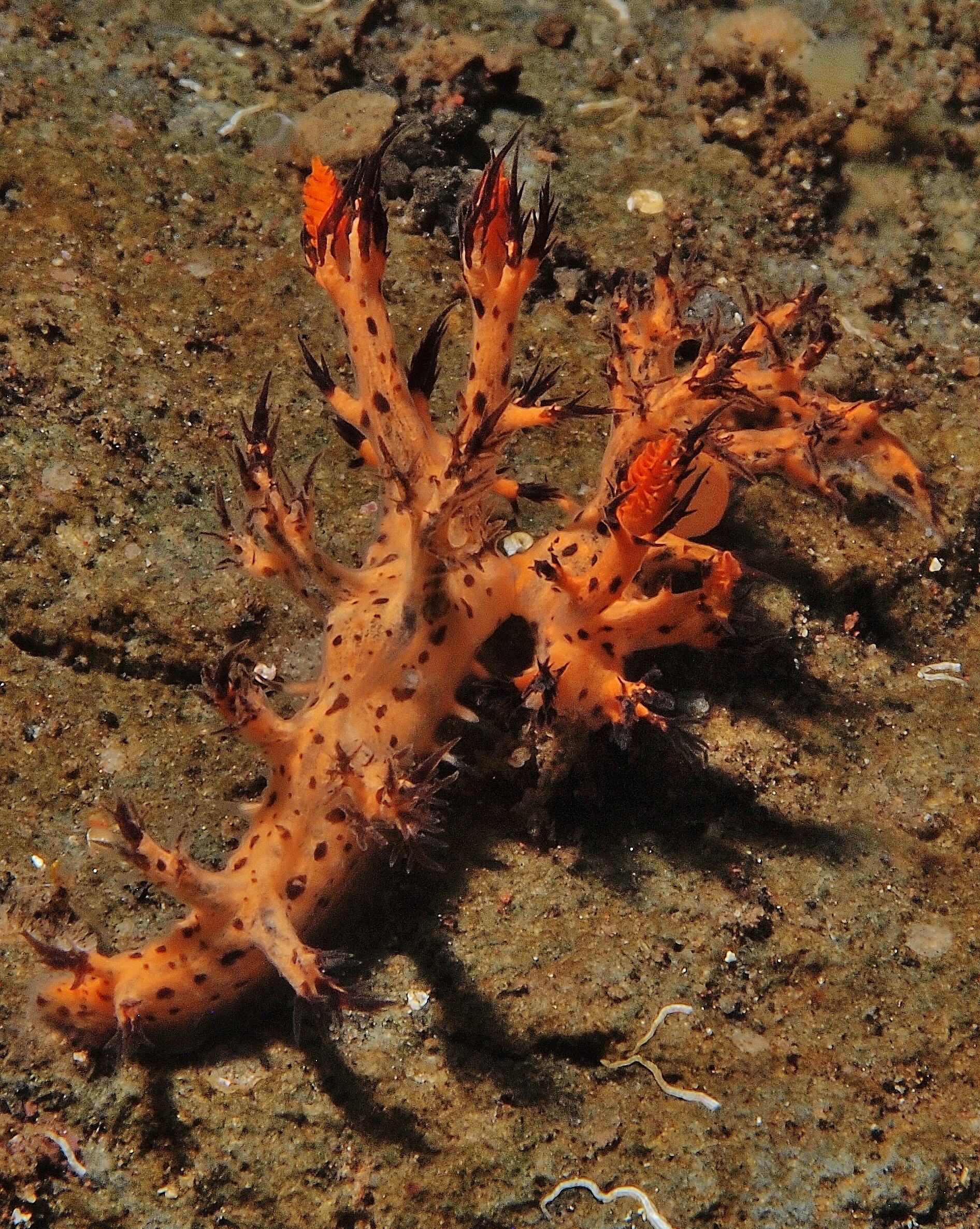
Pareja de Dendronotus regius copulando

Como toda la familia, cuentan con cuerpo limaciforme, con 4-8 pares de cerata, o branquias, estando alineadas una de cada par en cada lado del dorso. Las cerata carecen de cnidocitos. Tienen un velo oral relativamente distintivo, con 2-5 pares de papilas más o menos ramificadas. Los clavus de los rinóforos son perfoliados, con 8-30 hojas; el extremo superior de las vainas de los rinóforos tiene una corona de 4-6 papilas más o menos ramificadas; y el borde lateral del tallo de los rinóforos cuenta con una papila; entre la primera y segunda cerata cuentan con una papila anal. Las aberturas genitales se encuentran en la base de la primera cerata del lado derecho. Las mandíbulas son relativamente fuertes, la rádula puede ser de estrecha a moderadamente ancha; los dientes medianos tienen la cúspide lisa o denticulada, los dientes laterales son estrechos, puntiagudos, y normalmente denticulados.
Su tamaño oscila entre apenas 7 y casi 30 cm de largo, según la especie.
Tienen la capacidad de nadar cuando se ven en peligro.

## Reproducción
Son ovíparos y hermafroditas triáulicos, que cuentan con dos aberturas genitales femeninas separadas: oviducto y vagina, y un pene, en su caso no armado. Aunque producen tanto huevos como esperma, necesitan de otro ejemplar para procrear, evitando la autofecundación. Los animales se sitúan uno frente a otro, aproximándose hasta enfrentar sus aperturas genitales, en la parte anterior lateral derecha del cuerpo, siendo penetrados y penetrando a su vez al otro
Las masas de huevos son blancas, crema o rosas, y tienen hasta 100 huevos por cápsula. Los huevos eclosionan larvas velígeras a los 10-20 días de la puesta, que,  tras deambular unos días por la columna de agua, se adhieren a una fuente de comida y realizan la metamorfosis a la forma adulta.

## Alimentación

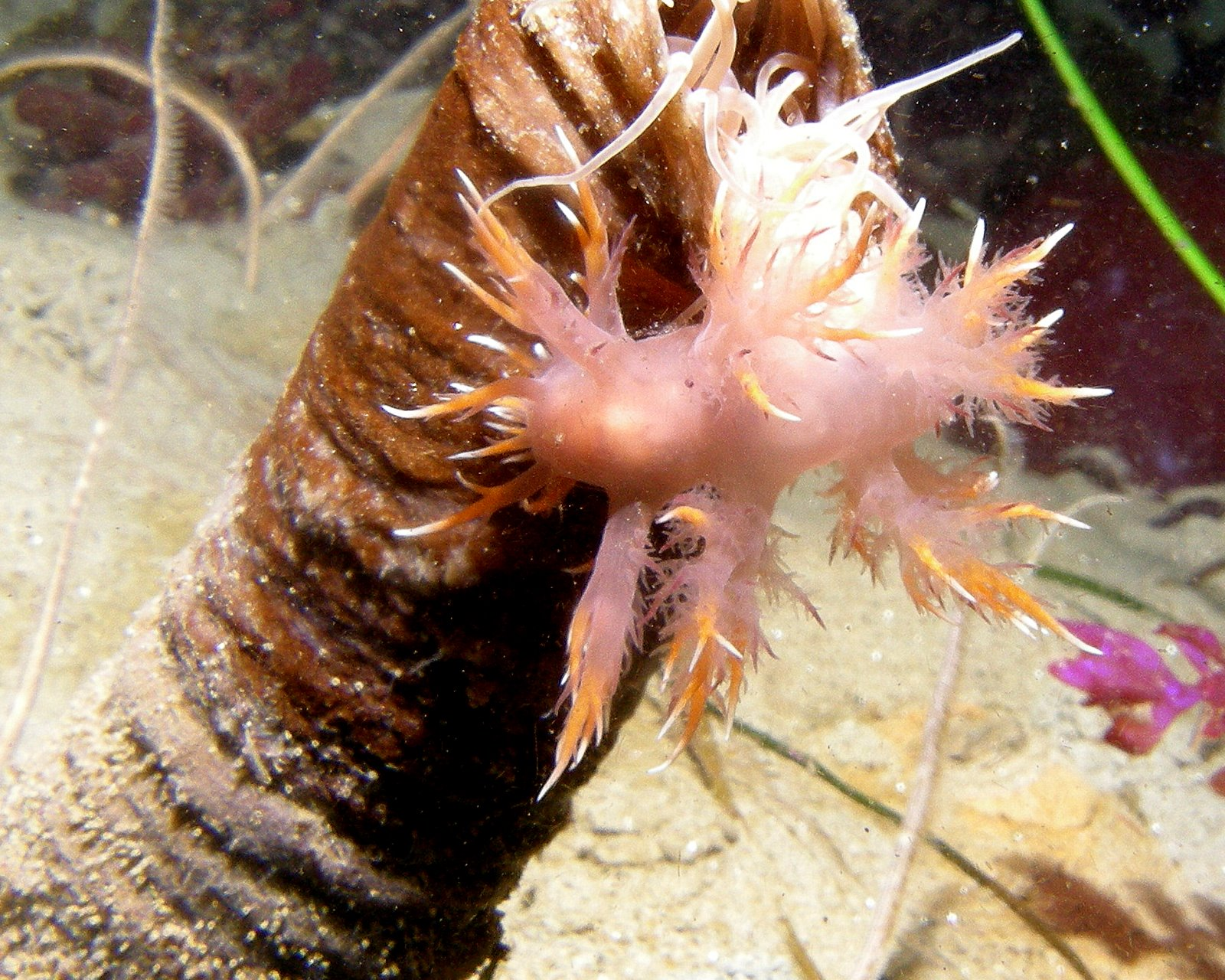
Dendronotus iris sobre un ejemplar de Ceriantharia sp, del que se alimenta

Son predadores omnívoros, alimentándose principalmente de hidroides de los géneros Abietinaria, Serturalella, Hydrallmania, Thuiaria o Aglaophenia. La especie D. iris está especializada en comer anémonas tubo, en concreto hay constatación de su preferencia por la especie Pachycerianthus fimbriatus.

## Hábitat y distribución
Estas pequeñas babosas marinas se distribuyen principalmente en el hemisferio norte, por los océanos Atlántico, tanto en las costas americanas, como en las europeas,  y en el Pacífico, desde Alaska a California.
Habitan mayoritariamente aguas templadas y frías, en un rango de temperatura entre  -0.07 y 25.81 °C, y en un rango de profundidad entre 2 y 1.670 m.
 Se localizan en zonas intermareales y sublitorales, en fondos de arena, grava, conchas o rocosos.